# Блаунт, Уолтер (рыцарь)
Сэр Уолтер Блаунт (англ. Sir Walter Blount; примерно 1348 — 21 июля 1403, при Шрусбери, Шропшир, Королевство Англия) — английский рыцарь. Участвовал в боевых действиях на континенте, заседал в парламенте как рыцарь от графства Дербишир в 1399 году. Погиб в битве при Шрусбери, где, согласно хронике Холиншеда, был одет в королевские доспехи. Стал второстепенным персонажем исторической хроники Уильяма Шекспира «Генрих IV, часть 1».

## Биография
Уолтер Блаунт родился в семье сэра Джона Блаунта и Изабель Маунтжой. Он принадлежал к богатому рыцарскому роду: его родители владели поместьями в Вустершире, Стаффордшире, Дербишире и Глостершире. Однако Уолтер был всего лишь третьим сыном и поэтому не мог рассчитывать на наследство. Дата его рождения неизвестна, но старший из его братьев, Ричард, родился в 1345 году. Сэр Джон умер в 1358 году, к 1374 году умер старший из трёх братьев Ричард (предположительно погиб на войне), и основная часть семейных владений перешла ко второму брату Джону. Уолтер заключил с Джоном соглашение, согласно которому получил поместье матери в Гейтоне (Стаффордшир) и несколько поместий в Дербишире в обмен на обещание не претендовать на остальное наследство.
Первое упоминание об Уолтере относится к 1367 году, когда он принял участие в походе Чёрного принца в Кастилию. Юный Блаунт был тогда в свите Джона Гонта, герцога Ланкастерского, продолжая таким образом семейную традицию службы ланкастерской ветви Плантагенетов. Он сражался при Нахере, где англичане, поддерживавшие Педро Жестокого, одержали победу над Энрике Трастамарским. В период с 1369 по 1395 год Блаунт участвовал ещё в пяти походах герцога. С 1372 года он получал от Гонта постоянное содержание, а также ежегодную ренту в 17 марок. В 1373 году Уолтер получил должность констебля замка Татбери и ренту в 50 марок, в 1375 году — ещё десять марок в год.
Последнее пожалование могло быть связано с женитьбой Блаунта на одной из фрейлин жены Джона Гонта Констанции Кастильской (дочери Педро Жестокого), которая приехала в Англию вместе со своей госпожой. Санчия де Айала принадлежала к высшей аристократии Испании; поэтому, когда Джон Гонт как зять Педро Жестокого заявил о своих претензиях на кастильскую корону, Блаунт оказался кровно заинтересован в его успехе. В 1375 году Уолтер некоторое время воевал в Бретани под началом Эдмунда, графа Кембриджского, а после этого вернулся к герцогу Ланкастерскому. В феврале 1378 года ему и жене была назначена рента в 100 марок; кроме того, Санчия регулярно получала ценные подарки от герцогини. Благодаря своей близости к герцогской чете сэр Уолтер к началу 1380-х годов обладал заметным влиянием при дворе. Он стал богатым человеком и получил возможность расширять свои владения за счёт покупок: в 1380-е годы был куплен ряд поместий в Дербишире, Лестершире, а также Вустершире и Ратленде.
В 1383 году Блаунт выполнял роль посланника Джона Гонта в его переговорах с рядом шотландских лордов относительно перемирия. В 1386 году герцог Ланкастер, наконец, отправился в Испанию во главе армии, и сэр Уолтер принял участие в этой экспедиции. Прежде он заверил своей подписью договор между герцогом и королём Португалии, гарантировавший последнему, что англичане не посягнут на его владения (март 1386). Гонту не удалось одержать победу, он перешёл к переговорам и выдал за сына короля Кастилии, Энрике, свою дочь Екатерину. Предположительно именно сэр Уолтер сопровождал принцессу на помолвку в Фуэнтеррабию (1387). По возвращении в Англию он получил от герцога ещё 30 фунтов ежегодной ренты (1390) и должность камергера (1392). Когда зять Гонта Энрике, ставший королём Кастилии, начал сближаться с Францией, сэр Уолтер возглавил посольство, целью которого было предотвратить заключение опасного для Англии союза, но эта миссия оказалась неудачной.
В феврале 1399 года Джон Гонт умер. Блаунт, назначенный душеприказчиком, получил согласно завещанию 100 фунтов. Король Ричард II конфисковал владения герцога, оставив таким образом без наследства его сына — находившегося в изгнании Генриха Болингброка; сэр Уолтер сохранил за собой все полученные прежде дарения и выплаты, но остался связан с Ланкастерским домом узами личной преданности. Поэтому летом того же года, когда Болингброк высадился в Англии с вооружённым отрядом, Блаунт немедленно присоединился к нему со своими людьми. На поддержку мятежа он потратил огромную сумму в 233 фунта (эти расходы впоследствии были возмещены). Когда изгнанник занял престол под именем Генриха IV, сэр Уолтер был выбран в первый парламент нового короля от Дербишира. Это избрание показывает, что он стал одной из доминирующих фигур в этом графстве.
Генрих IV наградил Блаунта рентой в 56 марок, конфискованной у Томаса ле Диспенсера недвижимостью в Лондоне, приносившей 16 марок в год, и правом на выпас скота в трёх герцогских поместьях в Дербишире. В начале 1400 года сэр Уолтер отправился в Португалию и Арагон, чтобы там официально объявить о восшествии Генриха на престол. По возвращении он предположительно принял участие в шотландском походе. В августе 1401 года Блаунт заседал в Большом совете в Вестминстере, в 1402 году сопровождал в Ирландию сына короля Томаса, назначенного наместником этого острова. В 1403 году, когда против короны восстал Генри Перси, сэр Уолтер присоединился к королевской армии. В битве при Шрусбери 21 июля он, согласно хронике Рафаэля Холиншеда, вместе с ещё тремя рыцарями оделся в королевские доспехи, чтобы обезопасить особу монарха, и погиб в схватке от руки Арчибальда Дугласа.
Сэра Уолтера похоронили, согласно его завещанию, в церкви святой Марии в Лестере.

## Семья
Сэр Уолтер был женат на Санчии де Толедо де Айяла, дочери Диего Гомеса де Толедо и Инес Альфонсы де Айяла. В этом браке родились:
- Джон (умер в 1418)[2];
- Томас (1390—1456)[2], отец 1-го барона Маунтжоя[4];
- Джеймс;
- Констанция (умерла в 1432), жена сэра Джона де Саттона, мать 1-го барона Дадли[2][6][7];
- Анна.

## В культуре
Блаунт стал персонажем исторической хроники Уильяма Шекспира «Генрих IV, часть 1». Здесь он, в соответствии с данными Холиншеда, одевается перед битвой при Шрусбери в королевские доспехи и погибает в бою. И Генри Перси, и король Генрих IV восхваляют его доблесть.